# Robert Yerkes
Robert Mearns Yerkes (ur. 26 maja 1876, zm. 3 lutego 1956) – amerykański psycholog, etolog, prymatolog. Zajmował się badaniem inteligencji i psychologią porównawczą. Był pionierem badań inteligencji ludzi i naczelnych oraz nad zachowaniami społecznymi szympansów i goryli. Razem z Johnem D. Dodsonem, Yerkes opisał prawo znane dziś jako prawo Yerkesa-Dodsona.

## Wybrane prace
- The Dancing Mouse, A Study in Animal Behavior, 1907
- Introduction to Psychology, 1911
- Methods of Studying Vision in Animals, 1911 (razem z Johnem B. Watsonem)
- Outline of a Study of the Self, 1914
- A Point Scale for Measuring Mental Ability, 1915